# Wilhelm Schimmel Pianofortefabrik

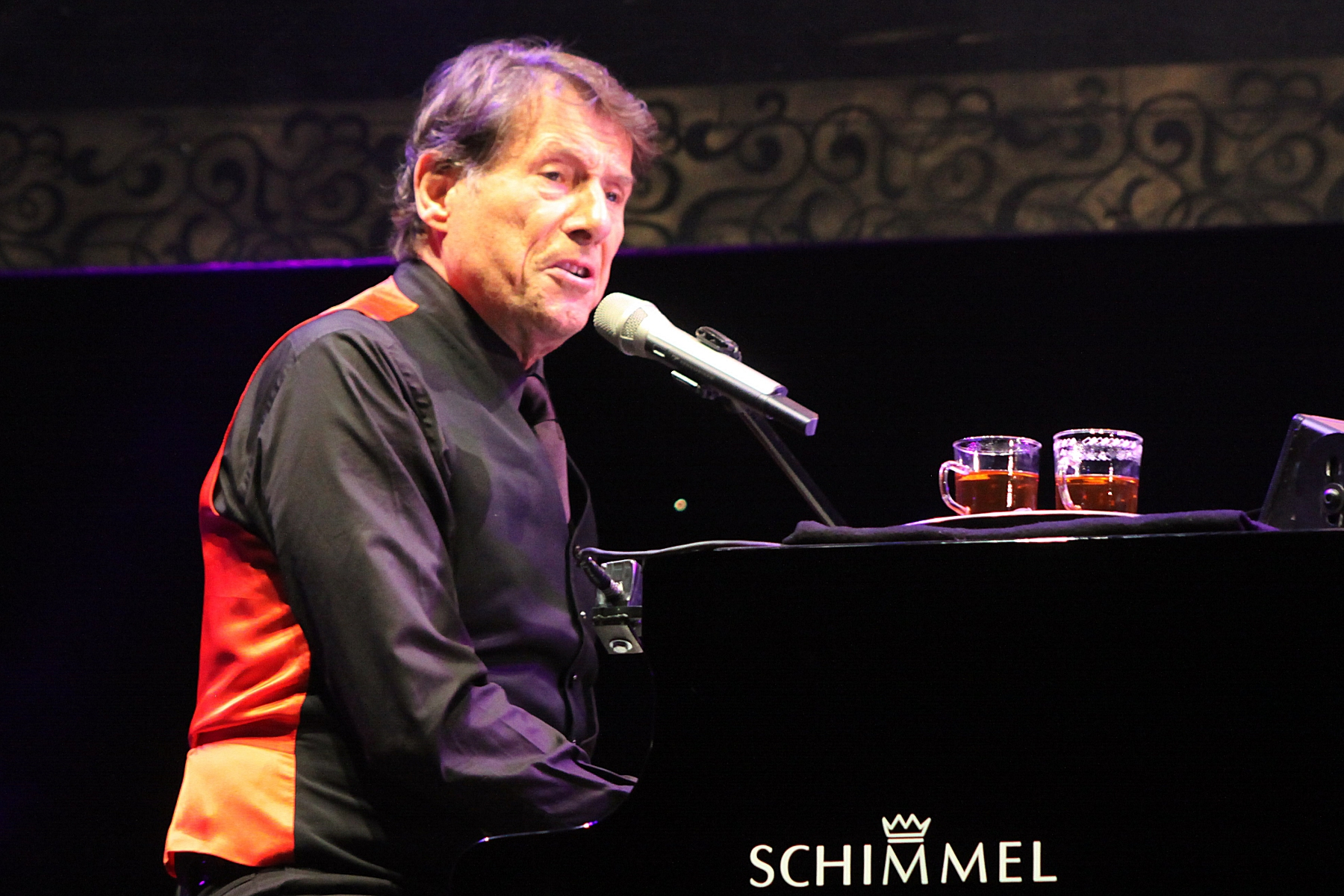
Udo Jürgens spelar på ett Schimmeliano.

Schimmel (Wilhelm Schimmel Pianofortefabrik GmbH) är Tysklands största tillverkare av pianon, flyglar och andra akustiska tangentinstrument. En stor del av produkterna exporteras.
Företaget grundades av Wilhelm Schimmel den 2 maj 1885 i en förort till Leipzig. År 1895 flyttades verksamheten till Stötteritz och senare till Braunschweig.